# 三郷綾夢
三郷 綾夢（みさと あやめ）は日本の女性声優。主にアダルトゲームに声をあてている。

## 出演作品
太字は主役・メインキャラクター

### ゲーム

#### 2008年
- 新妻と誘拐犯 〜寝取り孕ませ計画〜（紺野瑞穂）[1]

#### 2009年
- アイドル公開恥辱SEX（七瀬さくら）
- M 〜お姉ちゃんの集中恥療!〜（東雲ひなげし）[2]
- Spicy Spycy!（巫部魔璃香）[3]
- 痴漢サークル 〜快感ラッシュアワー・接触篇〜（坪内彩花）[4]
- 痴漢サークル3 〜人妻ダイヤグラム・完結篇〜（坪内彩花）[5]
- 令嬢の監獄（橘碧月）[6][7]
- ワルキューレ調教・ザーメンタンクの戦乙女の10人姉妹「女神である私達に貴方の精液を…」（オルトリンデ[8]、エルダ[9]）

#### 2010年
- 姦獄学園 〜学園公認、恥辱の課外授業〜（皆瀬清華）[10]
- 狂った教頭No.2 〜この支配からの卒業〜（青柳琴佳）[11]
- JunkSeeker（赤松ましろ）[12]
- 触禍 〜処女を狙う黒い影〜（青葉葵）[13]

#### 2011年
- VenusBlood -FRONTIER-（ティルカ）[14]
- 処女ママ（茨木まりや）[15]
- 守護聖女プリズムセイバー（功刀千晶）[16]
- 聖麗奴学園（音々･V･コーベット）[17]
- 懲罰指導 〜学園令嬢更性計画〜（金ヶ崎誉子）[18]
- 隷属の魔女エイプリル 〜淫辱の魔法調教〜（メイジー）[19]
- 魔法神姫リリカ（ハートの女王[20]、白ウサギ[21]）
- 無限煉姦 〜恥辱にまみれし不死姫の輪舞〜（ミルディオーム）[22]

#### 2012年
- おしえて☆エッチなレシピ -アナタとワタシのあま〜いせいかつ!-（椎崎憂）[23]
- WEDDING BLUE（城塚比奈）[24]

### ドラマCD
- Brandish（テーオ）